# Coppa di Russia 2017 (pallavolo femminile)
La Coppa di Russia 2017 si è svolta dal 1º novembre al 24 dicembre 2017: al torneo hanno partecipato 16 squadre di club russe e la vittoria finale è andata per la quarta volta, la seconda consecutiva, alla Dinamo-Kazan.

## Regolamento
Il torneo prevede due fasi:
- la fase preliminare, con le 16 formazioni partecipanti divise in 4 gironi da 4 squadre ciascuno, dai quali accedono alla fase successiva le prime classificate di ogni girone;
- la Final 4 con semifinali e finale in gara unica.

## Squadre partecipanti
| - Atom - Dinamo Krasnodar - Dinamo Mosca - Dinamo-Kazan - Dinamo-Metar - Enisej - Leningradka - Lipeck-Indezit | - Primoročka - Proton - Sachalin - Samraj - Severjanka - Uraločka - Voronež - Zareč'e Odincovo |

## Torneo

### Fase preliminare
| Zona 1       | Zona 2       | Zona 3           | Zona 4           |
| ------------ | ------------ | ---------------- | ---------------- |
| Dinamo Mosca | Dinamo-Kazan | Enisej           | Atom             |
| Leningradka  | Dinamo-Metar | Lipeck-Indezit   | Dinamo Krasnodar |
| Proton       | Sachalin     | Severjanka       | Primoročka       |
| Samraj       | Voronež      | Zareč'e Odincovo | Uraločka         |

#### Zona 1

##### Risultati
| 1º novembre 2017 ?, Saratov Durata: ? - Spettatori: ? | Proton       | 3 - 1 | Leningradka  | 26-28, 25-20, 26-24, 25-13        |
| 1º novembre 2017 ?, Saratov Durata: ? - Spettatori: ? | Dinamo Mosca | 3 - 0 | Samraj       | 25-10, 25-9, 25-16                |
| 2 novembre 2017 ?, Saratov Durata: ? - Spettatori: ?  | Dinamo Mosca | 2 - 3 | Proton       | 25-19, 26-28, 21-25, 25-17, 13-15 |
| 2 novembre 2017 ?, Saratov Durata: ? - Spettatori: ?  | Samraj       | 0 - 3 | Leningradka  | 15-25, 20-25, 24-26               |
| 3 novembre 2017 ?, Saratov Durata: ? - Spettatori: ?  | Proton       | 3 - 0 | Samraj       | 25-21, 25-14, 25-17               |
| 3 novembre 2017 ?, Saratov Durata: ? - Spettatori: ?  | Leningradka  | 0 - 3 | Dinamo Mosca | 18-25, 20-25, 17-25               |

##### Classifica
| Pos | Squadra      | Pt | G | V | P | SV | SP | Ratio | PF | PS | Ratio |
| --- | ------------ | -- | - | - | - | -- | -- | ----- | -- | -- | ----- |
| 1   | Proton       | 8  | 3 | 3 | 0 | 9  | 3  | 3.000 | ?  | ?  | ?     |
| 2   | Dinamo Mosca | 7  | 3 | 2 | 1 | 8  | 3  | 2.666 | ?  | ?  | ?     |
| 3   | Leningradka  | 3  | 3 | 1 | 2 | 4  | 6  | 0.666 | ?  | ?  | ?     |
| 4   | Samraj       | 0  | 3 | 0 | 3 | 0  | 9  | 0.000 | ?  | ?  | ?     |

#### Zona 2

##### Risultati
| 1º novembre 2017 ?, Kazan' Durata: ? - Spettatori: ? | Dinamo-Kazan | 3 - 0 | Voronež      | 25-10, 25-10, 25-6         |
| 1º novembre 2017 ?, Kazan' Durata: ? - Spettatori: ? | Sachalin     | 3 - 1 | Dinamo-Metar | 25-19, 25-23, 14-25, 25-17 |
| 2 novembre 2017 ?, Kazan' Durata: ? - Spettatori: ?  | Dinamo-Kazan | 3 - 0 | Sachalin     | 25-11, 25-15, 25-18        |
| 2 novembre 2017 ?, Kazan' Durata: ? - Spettatori: ?  | Voronež      | 0 - 3 | Dinamo-Metar | 19-25, 12-25, 24-26        |
| 3 novembre 2017 ?, Kazan' Durata: ? - Spettatori: ?  | Dinamo-Metar | 0 - 3 | Dinamo-Kazan | 20-25, 15-25, 12-25        |
| 3 novembre 2017 ?, Kazan' Durata: ? - Spettatori: ?  | Sachalin     | 3 - 0 | Voronež      | 25-10, 25-13, 25-10        |

##### Classifica
| Pos | Squadra      | Pt | G | V | P | SV | SP | Ratio | PF | PS | Ratio |
| --- | ------------ | -- | - | - | - | -- | -- | ----- | -- | -- | ----- |
| 1   | Dinamo-Kazan | 9  | 3 | 3 | 0 | 9  | 0  | MAX   | ?  | ?  | ?     |
| 2   | Sachalin     | 6  | 3 | 2 | 1 | 6  | 4  | 1.500 | ?  | ?  | ?     |
| 3   | Dinamo-Metar | 3  | 3 | 1 | 2 | 4  | 6  | 0.666 | ?  | ?  | ?     |
| 4   | Voronež      | 0  | 3 | 0 | 3 | 0  | 9  | 0.000 | ?  | ?  | ?     |

#### Zona 3

##### Risultati
| 1º novembre 2017 ?, Krasnojarsk Durata: ? - Spettatori: ? | Enisej           | 3 - 1 | Lipeck-Indezit   | 18-25, 25-15, 25-18, 25-19        |
| 1º novembre 2017 ?, Krasnojarsk Durata: ? - Spettatori: ? | Zareč'e Odincovo | 0 - 3 | Severjanka       | 22-25, 23-25, 18-25               |
| 2 novembre 2017 ?, Krasnojarsk Durata: ? - Spettatori: ?  | Lipeck-Indezit   | 2 - 3 | Severjanka       | 19-25, 25-23, 12-25, 27-25, 11-15 |
| 2 novembre 2017 ?, Krasnojarsk Durata: ? - Spettatori: ?  | Enisej           | 3 - 2 | Zareč'e Odincovo | 25-13, 25-23, 17-25, 23-25, 15-11 |
| 3 novembre 2017 ?, Krasnojarsk Durata: ? - Spettatori: ?  | Severjanka       | 1 - 3 | Enisej           | 11-25, 14-25, 25-23, 18-25        |
| 3 novembre 2017 ?, Krasnojarsk Durata: ? - Spettatori: ?  | Zareč'e Odincovo | 3 - 0 | Lipeck-Indezit   | 25-21, 25-12, 25-14               |

##### Classifica
| Pos | Squadra          | Pt | G | V | P | SV | SP | Ratio | PF | PS | Ratio |
| --- | ---------------- | -- | - | - | - | -- | -- | ----- | -- | -- | ----- |
| 1   | Enisej           | 8  | 3 | 3 | 0 | 9  | 4  | 2.250 | ?  | ?  | ?     |
| 2   | Severjanka       | 5  | 3 | 2 | 1 | 7  | 5  | 1.400 | ?  | ?  | ?     |
| 3   | Zareč'e Odincovo | 4  | 3 | 1 | 2 | 5  | 6  | 0.833 | ?  | ?  | ?     |
| 4   | Lipeck-Indezit   | 1  | 3 | 0 | 3 | 3  | 9  | 0.333 | ?  | ?  | ?     |

#### Zona 4

##### Risultati
| 1º novembre 2017 ?, Ekaterinburg Durata: ? - Spettatori: ? | Uraločka         | 3 - 0 | Atom             | 25-15, 25-22, 25-14               |
| 1º novembre 2017 ?, Ekaterinburg Durata: ? - Spettatori: ? | Dinamo Krasnodar | 3 - 1 | Primoročka       | 25-20, 25-13, 23-25, 25-17        |
| 2 novembre 2017 ?, Ekaterinburg Durata: ? - Spettatori: ?  | Uraločka         | 3 - 0 | Dinamo Krasnodar | 25-15, 25-19, 25-17               |
| 2 novembre 2017 ?, Ekaterinburg Durata: ? - Spettatori: ?  | Atom             | 3 - 2 | Primoročka       | 25-15, 18-25, 25-22, 20-25, 15-12 |
| 3 novembre 2017 ?, Ekaterinburg Durata: ? - Spettatori: ?  | Primoročka       | 0 - 3 | Uraločka         | 18-25, 20-25, 13-25               |
| 3 novembre 2017 ?, Ekaterinburg Durata: ? - Spettatori: ?  | Dinamo Krasnodar | 3 - 1 | Atom             | 24-26, 25-15, 25-7, 25-15         |

##### Classifica
| Pos | Squadra          | Pt | G | V | P | SV | SP | Ratio | PF | PS | Ratio |
| --- | ---------------- | -- | - | - | - | -- | -- | ----- | -- | -- | ----- |
| 1   | Uraločka         | 9  | 3 | 3 | 0 | 9  | 0  | MAX   | ?  | ?  | ?     |
| 2   | Dinamo Krasnodar | 6  | 3 | 2 | 1 | 6  | 5  | 1.200 | ?  | ?  | ?     |
| 3   | Atom             | 2  | 3 | 1 | 2 | 4  | 8  | 0.500 | ?  | ?  | ?     |
| 4   | Primoročka       | 1  | 3 | 0 | 3 | 3  | 9  | 0.333 | ?  | ?  | ?     |

### Finale 4
|  | Semifinali   | Semifinali   | Semifinali   |              |        | 1º/2º posto | 1º/2º posto | 1º/2º posto |  |
|  |              |              |              |              |        |             |             |             |  |
|  | Uraločka     | Uraločka     | 0            |              |        |             |             |             |  |
|  | Uraločka     | Uraločka     | 0            |              |        |             |             |             |  |
|  | Enisej       | Enisej       | 3            |              |        |             |             |             |  |
|  | Enisej       | Enisej       | 3            |              | Enisej | Enisej      | 0           |             |  |
|  |              |              |              |              | Enisej | Enisej      | 0           |             |  |
|  |              |              | Dinamo-Kazan | Dinamo-Kazan | 3      |             |             |             |  |
|  | Proton       | Proton       | Dinamo-Kazan | Dinamo-Kazan | 3      | 0           |             |             |  |
|  | Proton       | Proton       |              |              |        | 0           |             |             |  |
|  | Dinamo-Kazan | Dinamo-Kazan | 3            |              |        | 3º/4º posto | 3º/4º posto | 3º/4º posto |  |
|  | Dinamo-Kazan | Dinamo-Kazan | 3            |              |        |             |             |             |  |
|  |              |              |              |              |        |             |             |             |  |
|  |              |              |              |              |        | Uraločka    | Uraločka    | 1           |  |
|  |              |              |              |              |        | Uraločka    | Uraločka    | 1           |  |
|  |              |              |              |              |        | Proton      | Proton      | 3           |  |

#### Semifinali
| 23 dicembre 2017 Centr volejbola Sankt-Peterburg, Kazan' Durata: ? - Spettatori: ? | Uraločka | 0 - 3 | Enisej       | 11-25, 14-25, 13-25 |
| 23 dicembre 2017 Centr volejbola Sankt-Peterburg, Kazan' Durata: ? - Spettatori: ? | Proton   | 0 - 3 | Dinamo-Kazan | 17-25, 14-25, 19-25 |

#### Finale 3º posto
| 24 dicembre 2017 Centr volejbola Sankt-Peterburg, Kazan' Durata: ? - Spettatori: ? | Uraločka | 1 - 3 | Proton | 24-26, 18-25, 25-22, 24-26 |

#### Finale
| 24 dicembre 2017 Centr volejbola Sankt-Peterburg, Kazan' Durata: ? - Spettatori: ? | Enisej | 0 - 3 | Dinamo-Kazan | 20-25, 18-25, 20-25 |

## Premi individuali
| Premio                | Giocatore              | Squadra      |
| --------------------- | ---------------------- | ------------ |
| MVP                   | Natalija Kazka         | Dinamo-Kazan |
| Miglior attaccante    | Natal'ja Malych        | Enisej       |
| Miglior muro          | Anastasija Šljachovaja | Dinamo-Kazan |
| Miglior servizio      | Marija Popova          | Enisej       |
| Miglior palleggiatore | Evgenija Starceva      | Dinamo-Kazan |
| Migliore libero       | Ekaterina Kabešova     | Dinamo-Kazan |